# Barranca del Cupatitzio Nemzeti Park
A Barranca del Cupatitzio Nemzeti Park (jelentése: a Cupatitzio szurdokvölgye) Mexikó egyik legkisebb nemzeti parkja. Itt ered a Cupatitzio folyó, amely vízzel látja el a közeli Uruapant és környékét. Forrása az úgynevezett „Ördög Térde” (Rodilla del Diablo).

## Fekvése
A 458,21 hektár területű nemzeti park Mexikó középső részén, Michoacán államban található Uruapan városától északkeletre, Nuevo San Juan Parangaricutiro városától északnyugatra egy hegyes-erdős területen.

## Története
A terület a 16. századtól kezdve sokáig a Villegas család birtokában állt, majd az 1800-as évek végén Toribio Ruiz volt a tulajdonosa, akitől fia, Eduardo Ruiz Álvarez politikus örökölte meg. Őutána Josefina nevű lányához került, majd az 1930-as évek végén a Departamento Forestal de Caza y Pesca nevű szervezet vásárolta meg abból a célból, hogy természetvédelmi területet hozzanak létre. A nemzeti park alapító okiratának dátuma 1938. november 2. Négy évtized elmúltával, 1979. június 20-án a terület az uruapani önkormányzathoz került.

## Élővilág
A nemzeti parkban, amely fontos ökológiai folyosót képez a Tancítaro csúcs és az Uruapan-környéki erdők között, 495 növény- és 84 gombafajt, valamint 213-féle szárazföldi gerinces állatot figyeltek meg. Ezek közül 31 fenyegetett, és közel 30 endémikus (nagy részük madár). A növényzet jórészt fenyő- és vegyes fenyő–magyaltölgy-erdőkből áll, de előfordulnak hegyvidéki mezofil erdők is.
Reprezentatív növényei a zsályák, az Eupatorium nemzetség fajai, az aggófüvek, valamint a Stevia, a Muhlenbergia és a tölgy nemzetség fajai, reprezentatív állatai az ocelotok, a Cooper-héják és a hosszúfarkú fogasfürjek.
A területen élő endémikus fajok a zöldfejű amazília, az Arremon virenticeps nevű verébalkatú, az Atlapetes pileatus nevű verébalkatú,
a poszméhkolibri, a bajszos ökörszem, a szürkecsíkos ökörszem, az Antrostomus salvini nevű lappantyúféle, a barnafejű fülemülerigó,
a törpeszajkó, a szakállas fogasfürj, a Cardellina rubra nevű újvilági poszátaféle, a Geothlypis nelsoni nevű újvilági poszátaféle,
a Tamaulipas törpekuvik, a feketehátú trupiál, a Lepidocolaptes leucogaster nevű fahágóforma, a kék gezerigó, a Kieneria kieneri nevű verébalakú, a Peromyscus spicilegus nevű hörcsögféle, a Piranga erythrocephala nevű verébalkatú, a pirosörvös magtörő,
az azték földirigó, a Sceloporus torquatus nevű békagyíkféle, a mexikói verébsármány, a Storeria storerioides nevű siklóféle, a nyakörves sarlósfecske, a tarkaképű ökörszem, a vöröskabátos rigó, a Vireo hypochryseus nevű lombgébicsféle, a Rhadinaea taeniata nevű siklóféle és a Sigmodon alleni nevű betűfogúforma.

## Képek

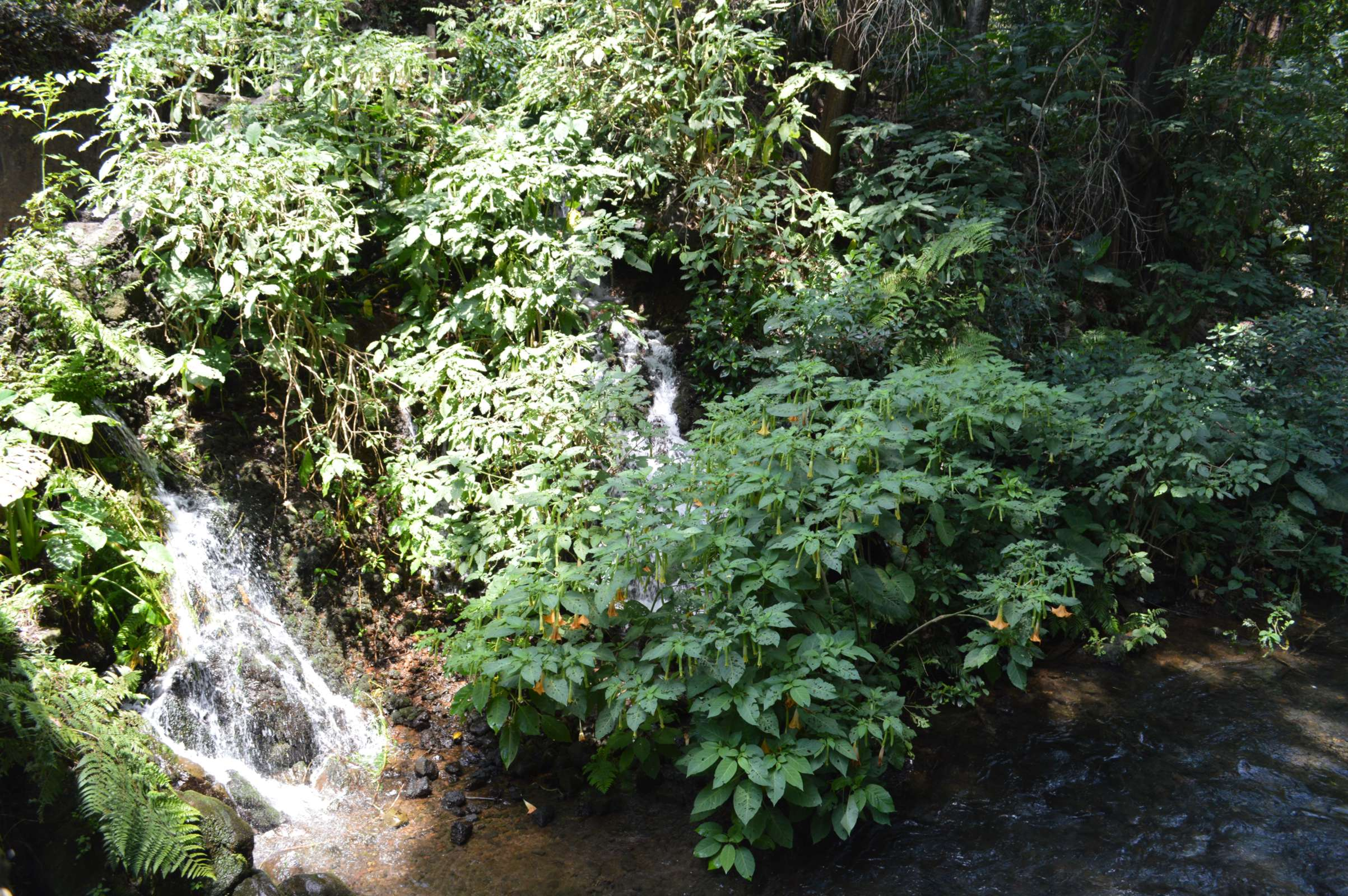
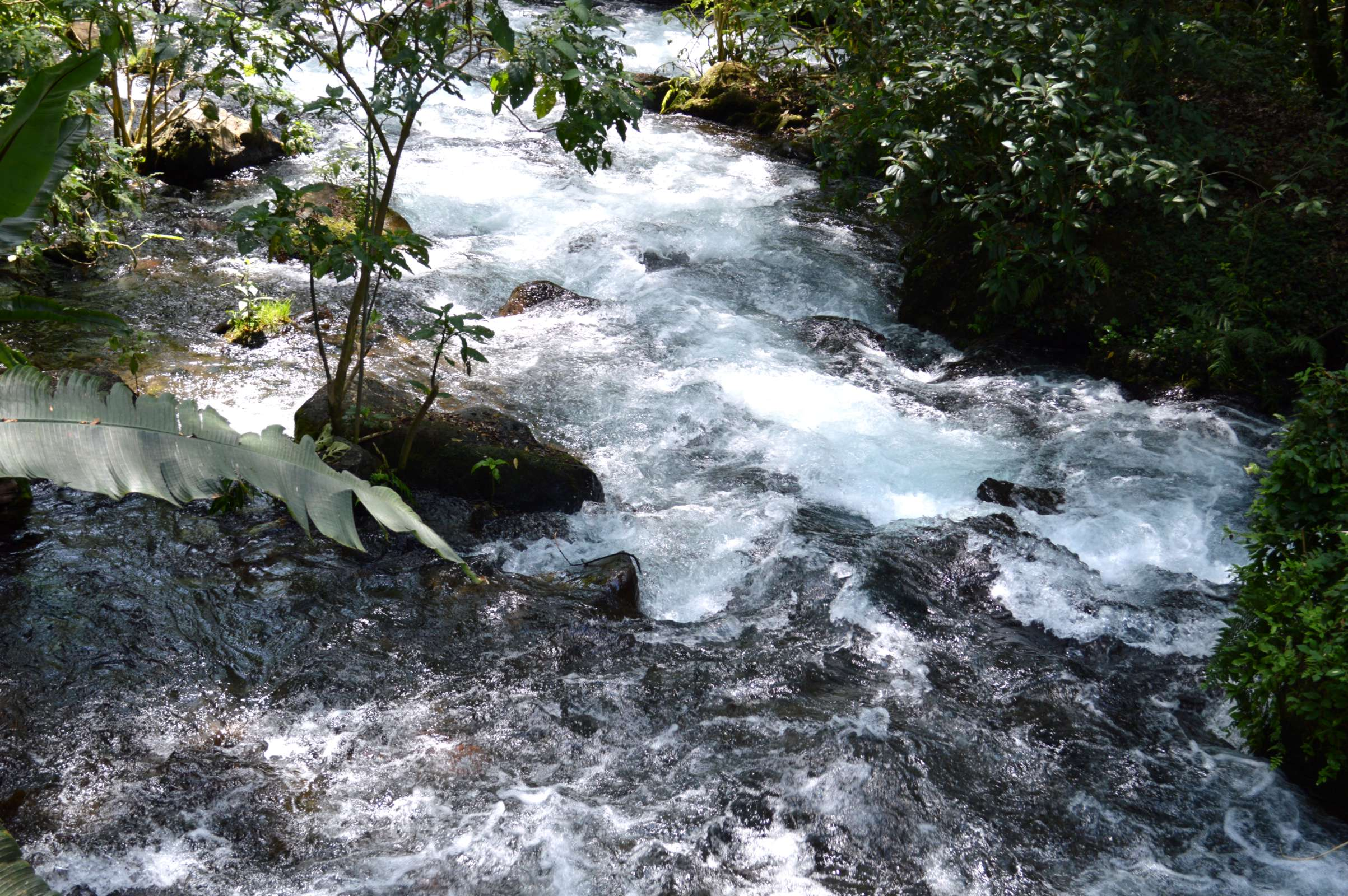
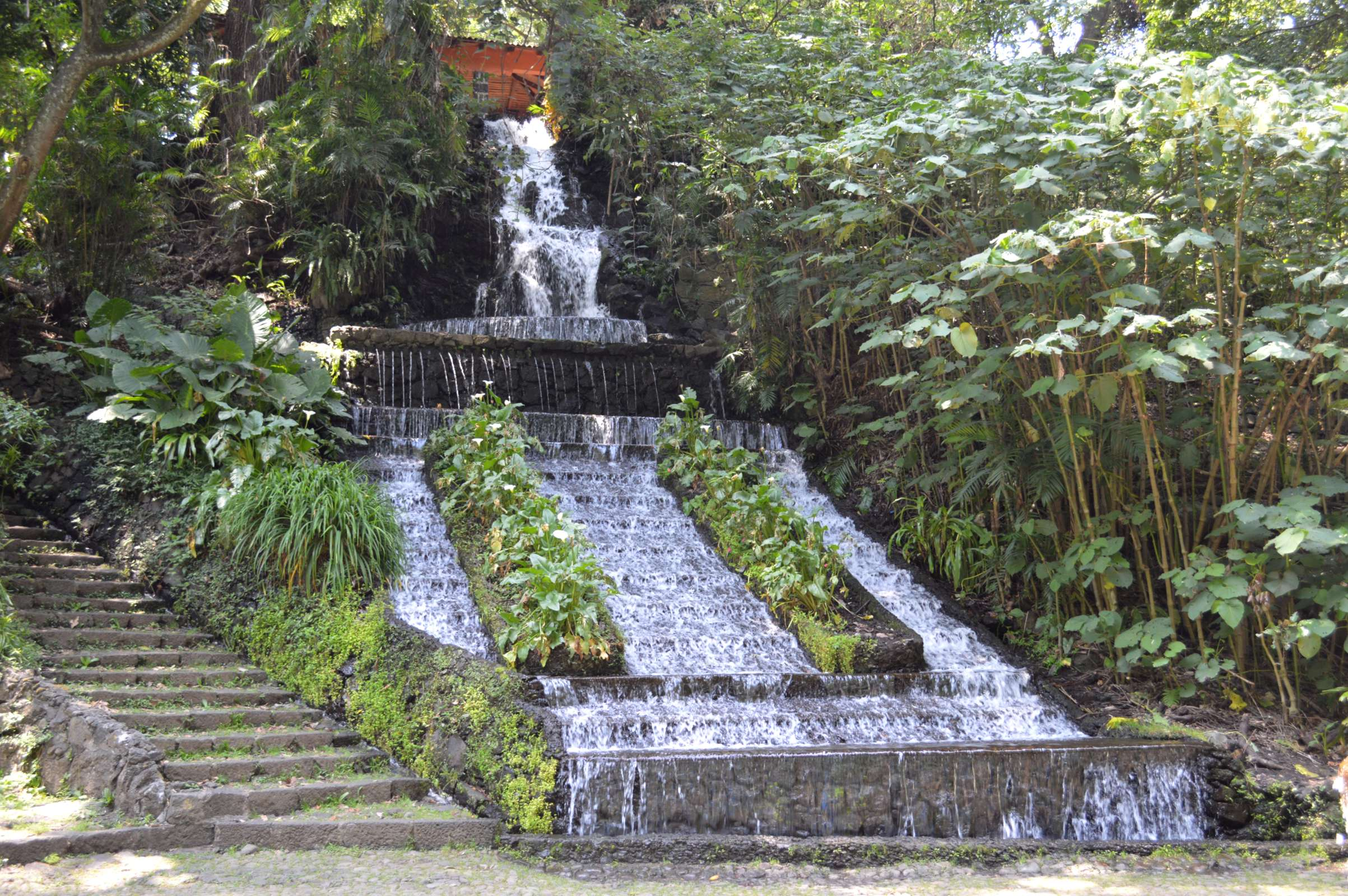
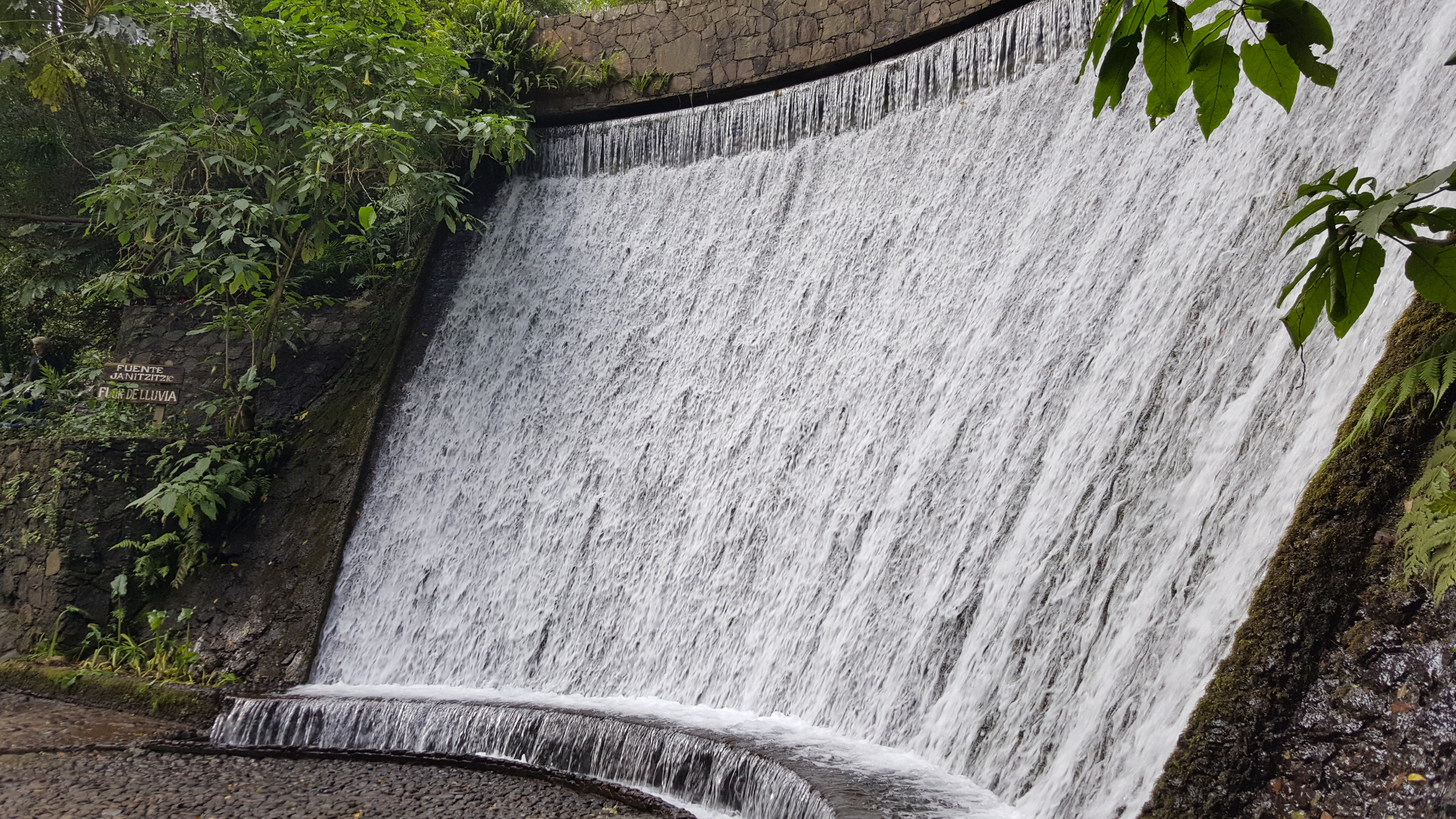